# الأكاديمية الأردنية للموسيقى
الأكاديمية الأردنية للموسيقى تقع في مدينة عمّان الأردن وهي أول جامعة خاصة في الأردن تمنح درجة البكالوريوس في العلوم الموسيقية.

## تأسيس الجامعة
تأسست الجامعة عام 1989 وحصلت على الاعتمادين العام والخاص في وزارة التعليم العالي الأردنية والبحث العلمي لمنح درجة البكالوريوس في العلوم الموسيقية في اختصاصات الآلات الموسيقية الشرقية والغربية والغناء الشرقي والغربي والتربية الموسيقية والقيادة والتأليف الموسيقي.
في عام 1992 تم افتتاح قسم الدورات الموسيقية لتعليم الآلات والغناء والموسيقى الإلكترونية بواسطة الحاسوب لجميع الفئات العمرية ابتداءً من سن الأربع سنوات، حيث يمكن من خلال الالتحاق بالقسم التقدم لامتحان المدرسة الملكية للموسيقى في لندن للحصول على شهادة دولية في دراسة الموسيقى.

## وصلات خارجية
- الموقع الرسمي للاكاديمية